# Риба клоун
Рибите клоуни (Amphiprion ocellaris) са вид дребни лъчеперки от семейство Коралови рибки (Pomacentridae). Живеят в симбиоза с великолепната морска анемона (Heteractis magnifica), която им служи за подслон и защита. Често се използват като декоративен вид в аквариумите.

## Разпространение
Срещат се в кораловите рифове на Индийския и Тихия океан, най-вече около Фиджи и Тонга.